# Prophetiae Merlini
Ne doit pas être confondu avec Prophéties de Merlin.

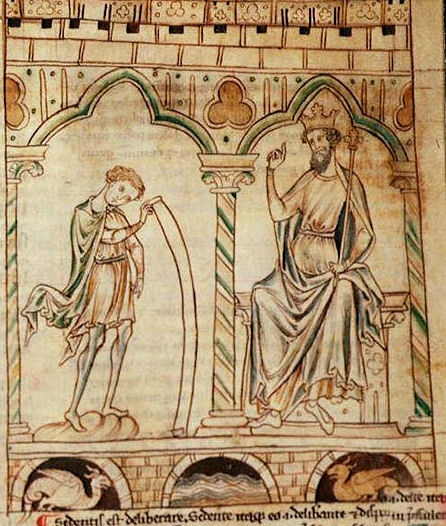
Merlin prophétisant devant le roi Vortigern. Manuscrit anonyme des Prophetiae Merlini de Geoffrey de Monmouth, British Library, v. 1250-1270.

Les Prophetiae Merlini forment une œuvre en latin de Geoffroy de Monmouth qui a circulé, peut-être sous la forme d'un libellus ou d'un texte court, de 1130 à 1135. Il est également nommé Libellus Merlini.